# Poikilospermum inaequale
Poikilospermum inaequale är en nässelväxtart som beskrevs av Chew. Poikilospermum inaequale ingår i släktet Poikilospermum och familjen nässelväxter. Inga underarter finns listade i Catalogue of Life.